# 阳澄湖站
阳澄湖站是沪宁城际高速铁路上的一个车站，位于中华人民共和国江苏省苏州市昆山市巴城镇既有京沪铁路以北，原正仪镇政府附近，巴城镇新城路以东，前进西路以南，毗邻京沪铁路正仪站。
截至2025年4月运行图，阳澄湖站每天共办理7.5对图定旅客列车业务，全部为过路列车。

## 车站结构

### 站房
阳澄湖站站房建筑面积为2000平方米。站房综合楼为线侧下式，含地上一层，局部两层。
- 售票处
- 站房内部
- 候车区
- 1站台进站口

### 站场
阳澄湖站设2站台4线，其中正线2条，到发线2条，站台为两个侧式站台。
| 侧式站台 |                                             |
| 2站台    | 沪宁城际高速铁路 往南京站方向（苏州园区站） |
| 正线     | 沪宁城际高速铁路 往南京站方向（苏州园区站） |
| 正线     | 沪宁城际高速铁路 往上海站方向（昆山南站）   |
| 1站台    | 沪宁城际高速铁路 往上海站方向（昆山南站）   |
| 侧式站台 |                                             |
| 候车室   | 进出站、售票处、自动售票机、验票闸门        |
| 联外区   | 停车场、公交、接送区                        |

## 市内交通

### 公交
| 城铁阳澄湖站 | 城铁阳澄湖站 | 城铁阳澄湖站 | 城铁阳澄湖站 | 城铁阳澄湖站 |
| 编号         | 路线         | 路线         | 路线         | 备注         |
| ------------ | ------------ | ------------ | ------------ | ------------ |
| W506昆山     | 城铁阳澄湖站 | ↻            | 城铁阳澄湖站 |              |
| 118区间昆山  | 城铁阳澄湖站 | ↻            | 湖亭路迎宾路 |              |
| 128昆山      | 城铁阳澄湖站 | ⇆            | 庆丰路柏庐路 |              |
| 129昆山      | 汽车客运北站 | ⇆            | 城铁阳澄湖站 |              |
| 202昆山      | 城铁阳澄湖站 | ⇆            | 茗景园C区    | 定时班车     |

### 地铁
自2023年6月24日，此站可前往苏州轨道交通11号线的正仪站。